# Chorošovskaja (stanice metra v Moskvě)
Chorošovskaja (rusky Хорошёвская) je stanice moskevského metra na lince Bolšaja kolcevaja (dříve známé pod názvem Třetí přestupní okruh) na jejím prvním zprovozněném úseku. Ve stanici je zajištěn přestup mezi linkou Bolšaja kolcevaja, Moskevským centrálním okruhem (stanice Chorošovo) a Tagansko-Krasnopresněnskou linkou (stanice Poležajevskaja).

## Charakter stanice
Stanice Chorošovskaja se nachází v čtvrti Chorošovskij (Хорошёвский) na jih k stanici Poležajevskaja, paralelní k ní pod Chorošovským šosse (Хорошёвское шоссе)  mezi jeho křížením s ulicí Kuusinena (Улица Куусинена) a Čtvrtou Magistrálnou ulicí (4-я Магистральная улица). Stanice disponuje dvěma podzemními vestibuly, které ústí na obě strany Chorošovského šosse a k němu přimykajícím ulicím. Východní vestibul je vyzdoben kompozicemi v duchu prací Kazimira Maleviče a západní bude vyzdoben v duchu konstruktivismu. Nástupiště je s vestibuly propojeno pomocí eskalátorů. Stanice je obložena fialovým (barva Tagansko-Krasnopresněnské linky)  a světle šedým mramorem a světle šedou žulou. Ke konci roku 2020 je naplánováno zprovoznění přestupního uzlu na ploše 70 tisíc m², v rámci kterého bude otevřeno nové společensko-obchodní centrum spolu s parkovištěm. Stavba by měla začít v roce 2018.